# عندق عصوي
عندق عصوي (الاسم العلمي: Nemipterus virgatus) (بالإنجليزية: Golden threadfin bream)‏ هو نوع من الأسماك يتبع جنس العندق من فصيلة العندقات.

## التصنيف العلمي
تم وصف Nemipterus virgatus رسميًا لأول مرة باسم Sparus virgatus عام 1782 من قبل عالم الطبيعة الهولندي مارتينوس هوتوين، مع تحديد موقعه النموذجي في اليابان. يصنف الإصدار الخامس من كتاب "أسماك العالم" جنس Nemipterus ضمن عائلة Nemipteridae، التي تندرج ضمن رتبة Spariformes.

### تأثيل
يحمل Nemipterus virgatus الاسم المحدد "virgatus"، والذي يعني "مخطط"، في إشارة إلى الخطوط الطولية الصفراء على الجزء العلوي من الجسم والجوانب لهذه السمكة.

## الوصف
تحتوي الزعنفة الظهرية لـ Nemipterus virgatus على 10 أشواك و9 أشعة لينة، بينما تحتوي الزعنفة الشرجية على 3 أشواك و8 أشعة لينة. يبلغ الطول القياسي لجسم هذه السمكة ما بين 3.2 إلى 4 مرات من عمقها، ولها خطم أطول من قطر العين. يوجد 3 أو 4 أزواج من الأسنان الشبيهة بالأنياب في مقدمة الفك العلوي. الزعانف الصدرية والحوضية طويلة، وتمتد إلى ما بين مستوى فتحة الشرج وأصل الزعنفة الشرجية. الزعنفة الذيلية متفرعة بشكل معتدل، مع امتداد الفص العلوي إلى خيط طويل.

### لون الجسم
الجزء العلوي من الجسم وردي، ويصبح أفتح في الجزء السفلي. يوجد شريط أصفر على الظهر فوق الخط الجانبي، بالإضافة إلى خمسة خطوط صفراء أخرى على الجانبين أسفل الخط الجانبي. الصدر والبطن لونهما أبيض. الرأس وردي مع شريط أصفر يمتد من الشفة العليا إلى الحافة الأمامية السفلية للعين، وأحيانًا تظهر شريطان أصفران غير واضحين على الخدين. العين وردية اللون، والشفة العليا صفراء.

### ألوان الزعانف
الزعنفة الظهرية وردية فاتحة مع حافة صفراء واسعة وحافة حمراء في مقدمتها، كما يوجد شريط أصفر آخر فوق قاعدتها مباشرة.
الزعنفة الشرجية وردية شبه شفافة، مع شريط أصفر تحت الحافة وآخر رفيع فوق القاعدة يمتد إلى طرف آخر شعاع لين.
الزعنفة الذيلية وردية بحافة صفراء ممتدة في الجزء العلوي.
الزعانف الحوضية وردية مع خط أصفر يمتد على طول الشعاع الثاني والثالث.
الزعانف الصدرية وردية شبه شفافة.

### الحجم
الطول القياسي الأقصى المسجل لهذه السمكة هو 35 سم (14 إنشًا)، ولكن الطول الأكثر شيوعًا هو 23 سم (9.1 إنشًا).

## التوزيع والموئل
يعيش Nemipterus virgatus في غرب المحيط الهادئ، حيث ينتشر في جنوب اليابان، بحر الصين الشرقي، والجزء الشمالي من بحر الصين الجنوبي، ويمتد نطاقه من فيتنام إلى مضيق تايوان والفلبين. كما توجد مجموعة منفصلة من هذا النوع في شمال غرب أستراليا، وبحر آرافورا.
يُعرف هذا النوع أيضًا باسم السمك الذهبي الخيطي الزعانف، وهو سمكة قاعية (demersal fish) تعيش على أعماق تتراوح بين 1 و220 مترًا (3 إلى 722 قدمًا)، وعادةً ما تكون بين 18 و33 مترًا (60 إلى 110 أقدام). تميل الأسماك اليافعة إلى العيش في المياه الضحلة أكثر من البالغة، حيث تفضل الركائز الرملية والطينية.

## التكاثر
يعد Nemipterus virgatus خنثيًا بدائيًا، حيث يمتلك الذكور غددًا تناسلية ذكرية وظيفية، ولكنها تحتوي أيضًا على بعض النسيج المبيضي طوال حياتها. في بحر الصين الجنوبي، يحدث التكاثر بين فبراير ويونيو، ويبلغ ذروته بين فبراير وأبريل.

## الغذاء
يتغذى هذا النوع على الأسماك الصغيرة، القشريات، ورأسيات الأرجل.

## مصايد الأسماك والحماية
يُعد Nemipterus virgatus من الأنواع المهمة تجاريًا في مصايد الأسماك في بحر الصين الشرقي، وبحر الصين الجنوبي، حيث يتم صيده باستخدام الخيوط اليدوية، والخيوط الطويلة، وشباك الجر القاعية. كما يتم اصطياد أعداد كبيرة من اليافعات كصيد عرضي في مصايد الروبيان بشباك الجر.
انخفض الصيد السنوي لهذا النوع بنسبة 30% خلال عشر سنوات حتى عام 2010، ويُصنِّفه الاتحاد الدولي لحفظ الطبيعة (IUCN) ضمن الأنواع المهددة بخطر انقراض أدنى (Vulnerable).